# L'Osservatore Romano
L'Osservatore Romano (hrv. Rimski promatrač) je vatikanski tiskani dnevnik koji pokriva javne aktivnosti Vatikana, objavljuje izdanja važnih crkvenih osoba te tiska službene vatikanske dokumente, nakon što su isti bili službeno objavljeni. Prvi broj je tiskan u Rimu 1. srpnja 1861., par mjeseca nakon ujedinjenja Italije 17. ožujka 1861. Krilatica ovih dnevnih novina je "unicuique suum"  ("svakome po djelima njegovim") (iz rečenice: "Jer će doći Sin čovječji s anđelima svojim u slavi Oca svojega i tada će vratiti svakome po djelima njegovim. ") i "non praevalebunt"  (iz rečenice: "I ja tebi kažem: "Ti si Petar. Na toj hridini sagradit ću Crkvu svoju, i vrata paklena neće je nadvladati .)  (iz Evanđelja po Mateju, 16.). Sadašnji glavni urednik novina je Giovanni Maria Vian.
U subotu, 27. lipnja, 2015., papa Franjo, je u dokumentu, motupropriju izjavio kako će "L'Osservatore Romano" u određenom vremenu biti uključen u novoosnovano tajništvo za komunikacije u Rimskoj kuriji.

## Izdanja
Dodatak "dnevna novina" je unesen 31. ožujka 1862. "L'Osservatorea Romana" se izdaje na raznim jezicima (slijedi popis po godinama prvog izdanja na navedenom jeziku):
- dnevno na talijanskom (1861.)
- tjedno na francuskom (1949.)
- tjedno na talijanskom (1950.)
- tjedno na engleskom (1968.)
- tjedno na španjolskom (1969.)
- tjedno na portugalskom (1970.)
- tjedno na njemačkom (1971.)
- mjesečno na poljskom (1980.)
- tjedno na malajalamu (2007.)

Dnevno izdanje "L'Osservatorea Romana se izdaje popodne, a nadnevak na naslovnici je od idućeg dana, što često prouzročuje nesporazume. Tjedno izdanje na engleskom je izašlo prvi put 4. travnja 1968.
"L'Osservatore della Domenica" je nedjeljni prilog, prvi puta objavljen 6. svibnja 1934.

## Vanjske poveznice
- Naslovnica - novosti
- Sadržaj
- Korijeni